# Fort Queenscliff

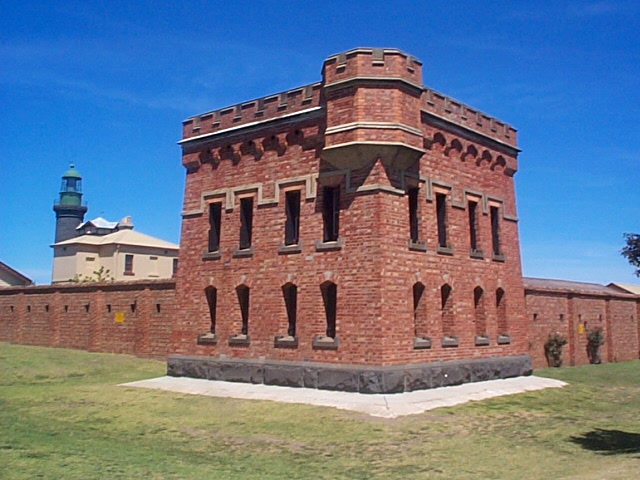
Le donjon de Fort Queenscliff.

Le fort Queenscliff, au Victoria, en Australie, date du début des années 1860 quand une batterie fut construite sur la falaise de Shortland pour défendre l'entrée de la baie de Port Phillip. Le fort, qui a subi une rénovation pendant les années 1870 et 1880, devint le siège central d'une vaste chaîne de forts construits autour de Port Phillip. Sa garnison était formée de volontaires de l'artillerie, du génie, de l'infanterie et de la marine  et il a servi d'installation de défense côtière en continu de 1883 à 1946. Les autres fortifications et sites militaires ont été achevées en 1891, et ainsi Port Phillip est devenu l'un des ports les plus fortement défendus de l'Empire britannique. 
On prétend que les premiers tirs d'artillerie de l'Empire britannique lors de la Première Guerre mondiale ont été tirés d'un canon à Fort Nepean vers la proue du cargo allemand Pfalz qui tentait de gagner la haute mer. Les ordres de faire feu venaient de Fort Queenscliff. On dit aussi que c'est la même arme qui a également tiré le premier coup de feu australien de la Seconde Guerre mondiale. En 1946, l'artillerie côtière fut dépassée, et le fort est devenu le siège d'une école militaire del'Armée de terre. Après que les écoles des trois armées furent réunies à Canberra, le fort est devenu le siège de l'Army's Soldier Career Management Agency en 2001. 
Fort Queenscliff est situé dans l'arrondissement de Queenscliffe, à 106 km de Melbourne, sur le côté ouest de l'entrée de la baie de Port Phillip. Il occupe une superficie de 6,7 hectares sur une hauteur connue sous le nom de la falaise de Shortland et surplombe les voies maritimes menant à Melbourne et Sydney. Le fort est un superbe exemple du système de défense qui existait le long des côtes de l'Australie de l'époque coloniale jusqu'à la fin de la Seconde Guerre mondiale. Des travaux de restaurations considérables ont été accomplis à Fort Queenscliff au cours des dernières années, y compris la restauration de certaines armes d'origine, la restauration des bâtiments historiques et le développement d'un centre complet d'affichage et d'archivage de l'armée. Fort Queenscliff a été classé par la National Trust et figure au registre du patrimoine national australien. 
Un musée a été créé à Fort Queenscliff en 1982 pour montrer l'importance du Fort sur les plans local, de l'État et national et pour créer un pôle de recherche historique.